# Otto Hübner (Ökonom)
Otto Hübner (* 22. Juli 1818 in Leipzig; † 3. Februar 1877 in Berlin) war ein deutscher Statistiker und Volkswirt.

## Leben
Hübner war ursprünglich für den Kaufmannsstand bestimmt, wandte sich zuerst in Paris und London den wirtschaftlichen Studien zu und gehörte seit 1842 zu den tätigsten Gliedern der deutschen Freihandelspartei. Nach einigen Jahren von der Dampfschiffahrtsgesellschaft des Österreichischen Lloyd zum Bevollmächtigten ernannt, betrieb er die Verhandlungen wegen Durchfuhr der englisch-ostindischen Überlandpost und des damit verbundenen Verkehrs durch Deutschland, zu welchem Zweck er mit allen beteiligten kontinentalen Eisenbahnen Verträge abschloss. Beim Ausbruch der Bewegung von 1848 wurde er von Österreich in den Fünfzigerausschuss gewählt; die Verhandlungen über seinen Eintritt in den österreichischen Staatsdienst zerschlugen sich aber, und Ende 1849 wurde er seiner deutschen Gesinnung wegen aus Österreich ausgewiesen. Hübner siedelte nach Berlin über und gründete daselbst das Statistische Zentralarchiv, welches von allen Regierungen der Welt statistische Mitteilungen erhielt. Von seinen zahlreichen übrigen statistischen Arbeiten ist namentlich sein Werk Die Banken zu erwähnen. Am bekanntesten ist Hübners Statistische Tafel aller Länder, die ab 1851 jährlich erschien. 1862 gründete er die erste Hypothekenbank in Preußen unter der Firma Preußische Hypothekenversicherungs-Gesellschaft, welcher er bis zu seinem Tod vorstand.

## Publikationen
- Otto Hübner: Geographisch-statistische Tabellen aller Länder der Erde. 1. Auflage. Leipzig 1851 (als Hübners Geographisch-statistische Tabellen aller Länder der Erde 1884–1910 von Franz von Juraschek herausgegeben, danach von Eugen Würzburger, Walter Grävell und Ernst Roesner).
- Otto Hübner: Die Banken. 2 Bände, Leipzig 1853–1854.